# Anthurium candolleanum
Anthurium candolleanum är en kallaväxtart som beskrevs av Luis Aloysius, Luigi Sodiro. Anthurium candolleanum ingår i släktet Anthurium och familjen kallaväxter. Inga underarter finns listade.